# بندر الزويد
بندر الزويد من مواليد (1980/9/19) في محافظة عنيزة، السعودية، لاعب كرة قدم سعودي يلعب في مركز قلب الدفاع،
إلتحق بنادي النجمة السعودي سنة 2003 ولعب به في فئة الشباب موسما ومن بعدها فريق أول ومازال لحد الآن يمثل الفريق، وحصل مع فريقه النجمة على درع دوري الدرجة الثانية 2008/2009 , وصعد الفريق إلي مصاف أندية دوري الدرجة الأولى السعودي.وكذلك صعد مرة أخرى مع الفريق لمصاف أندية الدرجة الأولى 2011/210، وفي 2018 تم تعيينه مدربا لفئة تحت17 سنة بنادي النجمة.